# Kanapaka
Kanapaka es una ciudad censal situada en el distrito de Vizianagaram en el estado de Andhra Pradesh (India). Su población es de 5960 habitantes (2011). Se encuentra a 8 km de Vizianagaram .

## Demografía
Según el censo de 2011 la población de Kanapaka era de 5960 habitantes, de los cuales 2909 eran hombres y 3051 eran mujeres. Kanapaka tiene una tasa media de alfabetización del 73,82%, superior a la media estatal del 67,02%: la alfabetización masculina es del 82,98%, y la alfabetización femenina del 65,14%.